# Projecteur asservi

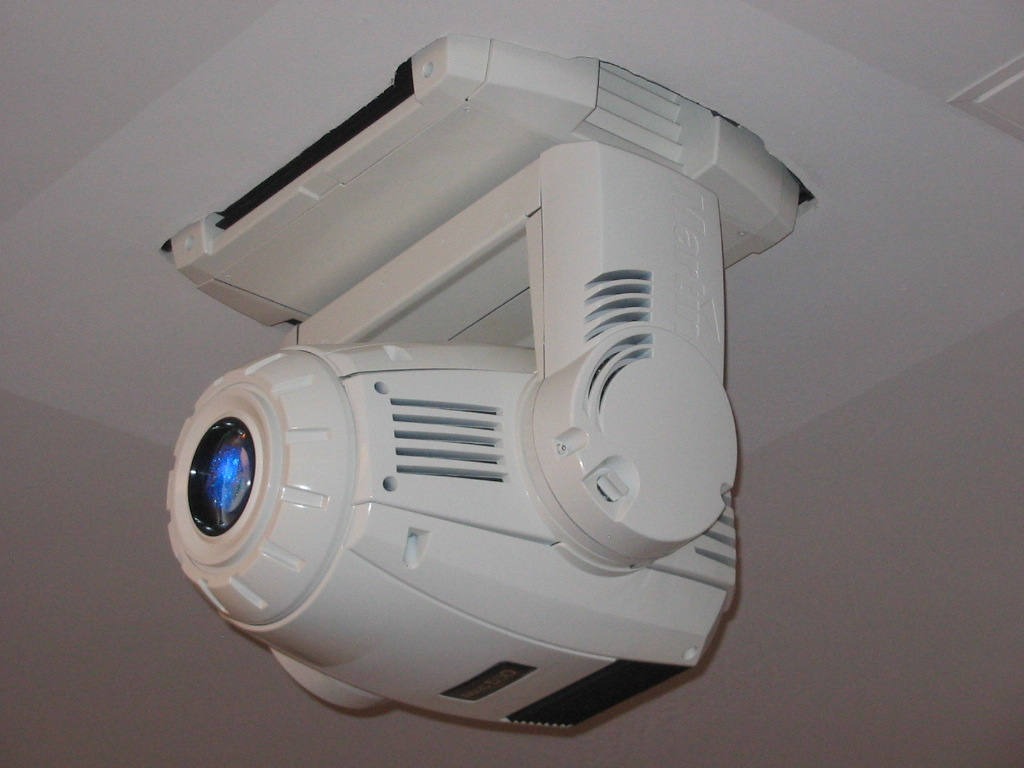
Un projecteur asservi.

Un projecteur asservi, communément appelé « moving light » ou « projecteur automatisé », «projecteur motorisé» est un projecteur possédant une régulation d'un ou plusieurs positionnements de ses accessoires (lyres, couteaux, roues de couleurs, de gobo, trichromie, dimmer, ...., ...). Il peut fréquemment être piloté à distance, réagir de façon automatique au son ou posséder des fonctions de tests automatisés.
Le technicien qui l'utilise peut effectuer ses choix à partir d'une console pour changer la position, les couleurs et les formes des flux lumineux. S'il le désire, il peut programmer le tout à l'avance ou intervenir en direct.
Ces projecteurs constituent une révolution dans le domaine de l'éclairage de scène. Un seul de ces projecteurs peut en remplacer de nombreux autres traditionnels, et offrir un nombre de possibilité bien accru encore.
Bien souvent, l'usage de projecteurs asservis, permet de gagner du temps, de la consommation électrique, tout en donnant à l'éclairagiste une palette de possibilité très étendue.
Il en existe quatre types : les lyres Spot, les lyres Wash, les lyres Beam, les scanners.

## Les lyres Spot
Les lyres Spot sont des projecteurs asservis qui ont une multitude de fonctions. Ils permettent de changer à distance (par signal DMX, ou maintenant de plus en plus par RJ45) la couleur du faisceau, les formes de celui-ci et son angle ("beam angle" en anglais)...

## Les lyres Wash
Les lyres Wash sont des projecteurs asservis utilisés pour leur capacité à créer de nombreuses couleurs. Leur "tête", peut être composée de LED RGBW par exemple, complétée d'autre teinte ou fonctionner à l'aide d'unelampe à decharge. Elle permet d'éclairer une surface à l'aide de différentes couleurs avec un effet de flou permettant d'adoucir les scènes et obtenir un éclairement homogène par l'utilisationde plusieurs sources. Nombreux sont les lyres wash asservis dotés en plus d'un zoom automatique optique qui se déplace d'avant en arrière à l'intérieur de la tête du projecteur.

## Les lyres Beam
Les lyres Beam, comme leur nom l'indique, sont utilisés lors des spectacles, très souvent avec de la fumée qui va venir sublimer leur faisceau lumineux (en général très serré, de l'ordre de quelques degrés).

## Les scanners
Les scanners (ou scans) sont des projecteurs asservi utilisant une source lumineuse fixe et un dispositif d'orientation de la source lumineuse. Ce dispositif d'orientation est un miroir de petite taille, qui reflète la source lumineuse vers une zone à éclairer. Ce miroir est fixé sur deux axes : le "pan" (mouvement panoramique) et le "tilt" (mouvement vertical). Grâce à ses deux axes, le miroir peut renvoyer la source lumineuse vers toute la surface se situant entre 180° en "pan", et 90° en "tilt".
Le scans voit son faisceau modulé grâce à des "gobos", des filtres de couleurs, prisme, focus....
Les scanners fonctionnent la plupart du temps avec des ampoules HTI, Halogène, MSD ou LED.